# Агнеса Австрійська (донька Альбрехта I)
Агнеса Австрійська (18 травня 1281 — 10 червня 1364) — королева Угорщини як дружина Андрія III.

## Життєпис
Агнеса була дочкою короля Німеччини Альбрехта I і Єлизавети Каринтійської. 13 лютого 1296 року у Відні вона вийшла заміж за короля Угорщини Андрія III. Завдяки підтримці свого тестя Андрій зумів придушити повстання Міклоша Кесегі та Матуша Чака і зайняти замки Кесег і Пожонь. В 1298 році Андрій підтримав військами свого тестя в його бунті проти короля Адольфа.
Агнесі не подобалися турніри, але подобалися проповіді. Відомо, що вона була невисокого зросту і воліла скромні шати.
Смерть Андрія III 14 січня 1301 року у Буді припинила чоловічу лінію династії Арпадів. Агнеса залишилася бездітною вдовою. Однак їй було всього 19 років, тому вона ще була здатна знову вийти заміж і мати дітей, але так цього і не зробила. Вона стала покровителькою монастиря Кенігсфельден у Тірольському графстві (зараз кантон Ааргау), який був заснований її матір'ю на згадку про покійного чоловіка. Агнеса взяла з собою падчерку Єлизавету Тес і оселилася з нею в маленькому будиночку неподалік монастиря. Єлизавета, як очікувалося, мала вийти заміж за Вацлава III і стати королевою Угорщини, але весілля так і не відбулося, оскільки Вацлав вважав за краще одружитися з Віолою Цешинською. У результаті Єлизавета стала домініканською черницею в сусідньому монастирі, де вона здобула репутацію святої.
Агнеса була зображена в хроніках як благочестива жінка. З іншого боку, згідно з хронікою XVI століття Chronicon helveticum Егідія Чуді, вона помстилася за вбивство свого батька, організувавши страти й вигнання 1000 осіб (сімей і послідовників його вбивць), але ці відомості могли бути частиною антигабсбурзької пропаганди. Завдяки своєму авторитету, Агнесі було запропоновано кілька разів виступити посередником у суперечках. В 1333 році вона організувала угоду між Австрією і низкою швейцарських міст і регіонів. В 1351 році вона вирішила суперечку між Базелем і Бременом і суперечку між Альбрехтом II, герцогом Австрії, і Швейцарською Конфедерацією. Її брати часто приїжджали в Кенігсфельден за її порадою.
Агнеса померла 10 червня 1364 року у Кенігсфельдені та була похована на кладовищі черниць монастиря.